# Людиноподібний робот Софія

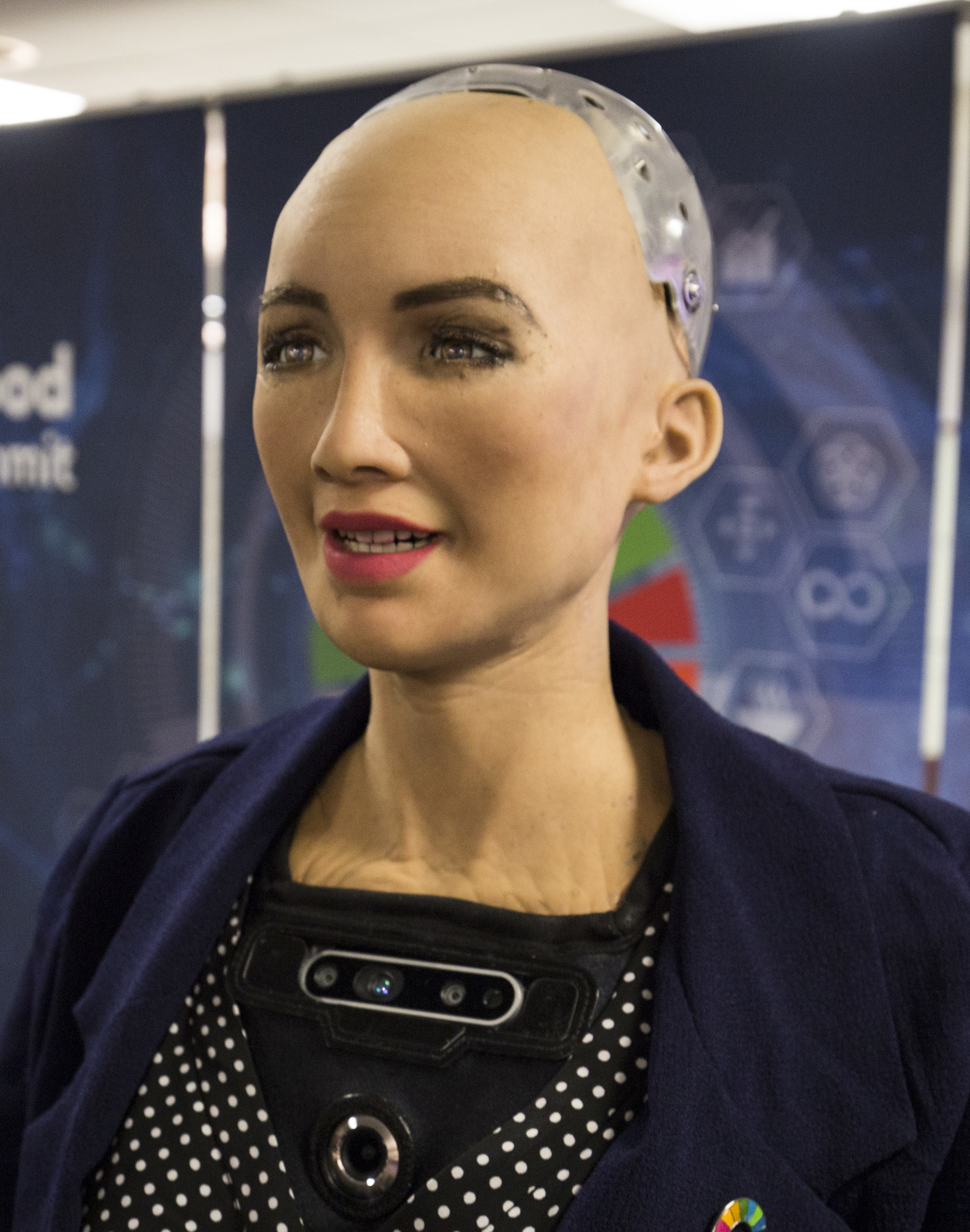
Софія на саміті Міжнародного союзу електрозв'язку (Женева, 2018)

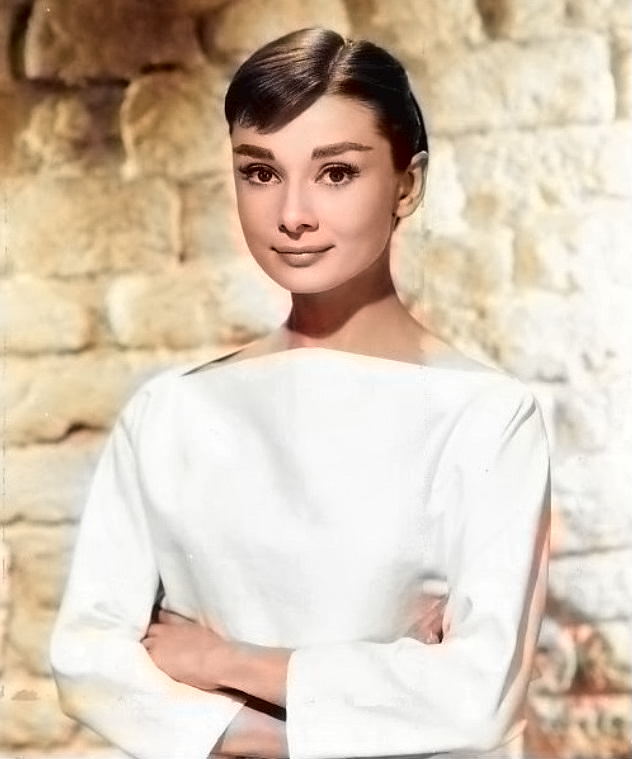
Одрі Гепберн. 1956

Софія (англ. Sophia, араб. صوفيا) — людиноподібний робот у вигляді жінки, що був розроблений гонконзькою компанією Hanson Robotics і досяг досить високої популярності в засобах інформації завдяки своїй подібності до людини (за основу її зовнішності було взято акторку Одрі Гепберн), набору мімічних реакцій із 60 емоцій і неоднозначним висловлюванням під час публічних дискусій. 
Західні експерти заперечують, що робота можна назвати штучним інтелектом. За словами керівника лабораторії штучного інтелекту компанії «Facebook», робот Софія — це чат-бот, який за допомогою технології розпізнавання мови Google розпізнає питання за ключовими словами та підбирає найбільш слушну відповідь із визначеної бази.

## Зовнішній вигляд
Своїм виглядом Софія подібна до американської кіноакторки Одрі Гепберн. Творці моделі намагалися відтворити красу акторки: її порцелянову шкіру, тонкий ніс, високі вилиці, загадкову посмішку та виразні очі, які зі світлом нібито змінюють колір.

## Історія виникнення
Творець Софії — доктор Девід Гансон, засновник компанії Hanson Robotics, який став відомим через створення роботів, які мають вигляд людей та пораються зі складними ситуаціями людського життя. Після роботи в «Діснеї», як одного з його «Уявлень», доктор Гансон прагнув створити геніальні машини, які будуть розумнішими за людей і зможуть навчитися творчості, співпереживанню та співчуттю, — три відмінні людські риси, які, на думку Гансона, повинні бути розроблені поряд з інтегрованим штучним інтелектом. Їхнім завданням мало бути вирішення світових проблем, які неспроможні вирішити люди.

## Діяльність
Вона стала дружньою зі світом, дала численні інтерв'ю ЗМІ, співала на концерті та прикрашала обкладинку одного з найкращих модних журналів. Одне з її інтерв'ю сформувало мільярди думок і взаємодію соціальних мереж. Вона також показала свій потенціал у бізнесі, зустрівшись із ключовими керівниками різних галузей, у тому числі банківської діяльності, страхування, автопрому, розвитку власності, засобів масової інформації та розваг. До того ж, вона з'явилася на сцені як член групи та на конференціях високого рівня як ведуча, розкриваючи питання про те, як робототехніка та штучний інтелект стануть поширеною частиною життя людей.

## Надання громадянства
25 жовтня 2017 року на саміті «Інвестиційна ініціатива майбутнього» Софія отримала громадянство. Саудівська Аравія стала першою країною, що надала громадянські права роботу. Після того як Софія отримала паспорт і громадянство, вона виступила з офіційною заявою на конференції Future Investment Initiative. Одразу після цього виступу Софія дала інтерв'ю журналісту CNBC Ендрю Соркіну. Вона заявила, що вважає величезною честю отримання громадянства і в майбутньому планує жити і працювати разом з людьми.

## Відвідання України
У жовтні 2018 року популяризатор нових технологій Марк Гінзбург привіз робота Софію до Києва. Поява людиноподібного робота викликала зацікавленість українських ЗМІ. Із роботом зустрівся прем'єр-міністр України Володимир Гройсман.

## Сприйняття в науковому середовищі
Софію часто представляють аудиторії в театральний спосіб, аби перебільшити її рівень інтелекту; згідно з публікаціями Quartz, експерти, які переглянули відкритий вихідний код робота, вважають, що Софія підпадає під категорію чат-ботів з людським обличчям. Багато експертів у сфері штучного інтелекту не схвалюють надмірну презентацію Софії. Бен Герцель, провідний науковець компанії, що розробляла Софію, визнає «неідеальним», що деякі приписують Софії інтелект, еквівалентний людському, але  стверджує, що презентація Софії передає щось неповторне для глядачів: «Якщо я покажу їм гарне усміхнене обличчя робота, то вони відчують, що «AGI» (штучний загальний інтелект) насправді може бути поруч і життєздатним… Я не називаю це AGI, але й не просто зробити так, щоб це працювало.»
У січні 2018 року голова лабораторії штучного інтелекту у Facebook Ян ЛеКун назвав робота Софію «повною нісенітницею» («complete bullshit») і розкритикував ЗМІ за висвітлення «потьомкінського штучного інтелекту». Дослідник також звинуватив видання «Tech Insider» у причетності до афери. У відповідь розробник робота Бен Герцель написав, що він ніколи не заявляв, що Софія була близькою до людського інтелекту.